# 오오쿠니누시노 쿠니즈쿠리
오오쿠니누시노카미 쿠니즈쿠리(일본어: 大国主の国づくり은 일본 신화에서 오오쿠니누시(大国主|대국주)의 위원중국의 평정.